# Wehrmachtsausstellung

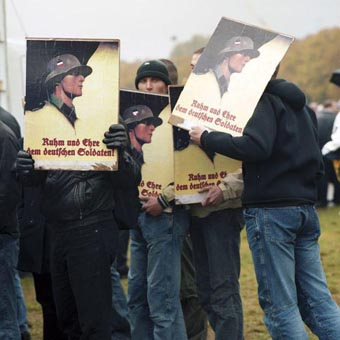
Neonaziaufmarsch gegen die Ausstellung Verbrechen der Wehrmacht. Dimensionen des Vernichtungskrieges 1941–1944 in München, 12. Oktober 2002

Als Wehrmachtsausstellung werden zwei Wanderausstellungen des Hamburger Instituts für Sozialforschung bezeichnet, die von 1995 bis 1999 und von 2001 bis 2004 zu sehen waren. Die erste hatte den Titel Vernichtungskrieg. Verbrechen der Wehrmacht 1941 bis 1944, die zweite Verbrechen der Wehrmacht. Dimensionen des Vernichtungskrieges 1941–1944. Beide machten die Verbrechen der Wehrmacht in der Zeit des Nationalsozialismus, vor allem im Krieg gegen die Sowjetunion, einer breiten Öffentlichkeit bekannt und lösten Kontroversen dazu aus. Nach der Kritik an der ersten Ausstellung setzte die zweite andere Akzente, bekräftigte aber die Grundaussage von der Beteiligung der Wehrmacht am Vernichtungskrieg des NS-Regimes gegen die Sowjetunion, am Holocaust sowie am Porajmos.

## Erste Wehrmachtsausstellung

### Vorläufer
Vor 1991 hatten verschiedene gesellschaftliche Gruppen Projekte zum Gedenken an den 50. Jahrestag des deutschen Angriffs auf die Sowjetunion am 22. Juni 1941 initiiert. So gaben evangelische Arbeitsgemeinschaften den Sammelband Brücken der Verständigung heraus.
Um breiteren Bevölkerungsschichten, besonders Schülern und Jugendlichen, neue historische Forschungsergebnisse zu sowjetischen Kriegsopfern, deutschen Vernichtungsplänen vor 1941, zu deren ideologischen und gesellschaftlichen Wurzeln und zu der Beteiligung deutscher Führungseliten daran zu vermitteln, konzipierten Reinhard Rürup und andere 1991 die Berliner Ausstellung Der Krieg gegen die Sowjetunion. Diese fand außerhalb Berlins kaum Beachtung.

### Dauer, Orte, Besucherzahlen
Die erste Wehrmachtsausstellung trug den Titel Vernichtungskrieg. Verbrechen der Wehrmacht 1941 bis 1944 und war anfangs als kleinerer Teil der größeren Ausstellung 200 Tage und 1 Jahrhundert vorgesehen. Diese behandelte die Zeit zwischen der Befreiung von Auschwitz (27. Januar 1945) und dem Tag der Kapitulation Japans im Zweiten Weltkrieg und lief vom 29. Januar 1995 bis 1. Oktober 1996.
Die erste Wehrmachtsausstellung wurde am 5. März 1995 – dem fünfzigsten Jahr nach Kriegsende – in Hamburg eröffnet und bis zum 4. November 1999 in 34 Städten der Bundesrepublik und Österreich gezeigt: Berlin, Potsdam, Stuttgart, Wien, Innsbruck, Freiburg, Mönchengladbach, Essen, Erfurt, Regensburg, Klagenfurt, Nürnberg, Linz, Karlsruhe, München, Frankfurt am Main, Bremen, Marburg, Konstanz, Graz, Dresden, Salzburg, Aachen, Kassel, Koblenz, Münster, Bonn, Hannover, Kiel, Saarbrücken, Köln, erneut in Hamburg und Osnabrück.
Sie wurde von bekannten Persönlichkeiten mit Reden eröffnet: zum Beispiel von Klaus von Bismarck in Hamburg, Iring Fetscher in Potsdam, Erhard Eppler in Stuttgart, Johannes Mario Simmel in Wien, Diether Posser in Essen, Jutta Limbach in Karlsruhe, Christian Ude in München, Hans Eichel und Ignatz Bubis in Frankfurt, Hans-Jochen Vogel in Marburg, Franz Vranitzky in Salzburg, Avi Primor in Aachen und Johannes Rau in Bonn. Sie fand in vier Jahren etwa 900.000 Besucher aller Bevölkerungsschichten, Berufsgruppen und Altersstufen und wurde national wie international vielfältig beachtet. Besonders ab 1997 übertrafen die Besucherzahlen die Erwartungen weit: Mehrstündige Wartezeiten wurden vielfach zur Regel, der Ausstellungskatalog wurde zum Bestseller.
Weitere 80 Städte hatten die Ausstellung angefordert. Geplant waren Ausstellungstermine bis zum Jahr 2005, auch im Ausland. Anfragen dazu kamen aus Australien, China, Frankreich, Griechenland, Großbritannien, Israel, Italien, Japan, Luxemburg, den Niederlanden, Russland und Tschechien. 1999 wurde für die USA eine englischsprachige Fassung erstellt. Der englischsprachige Katalog erschien in New York City.

### Autoren, Themen, Hauptaussagen

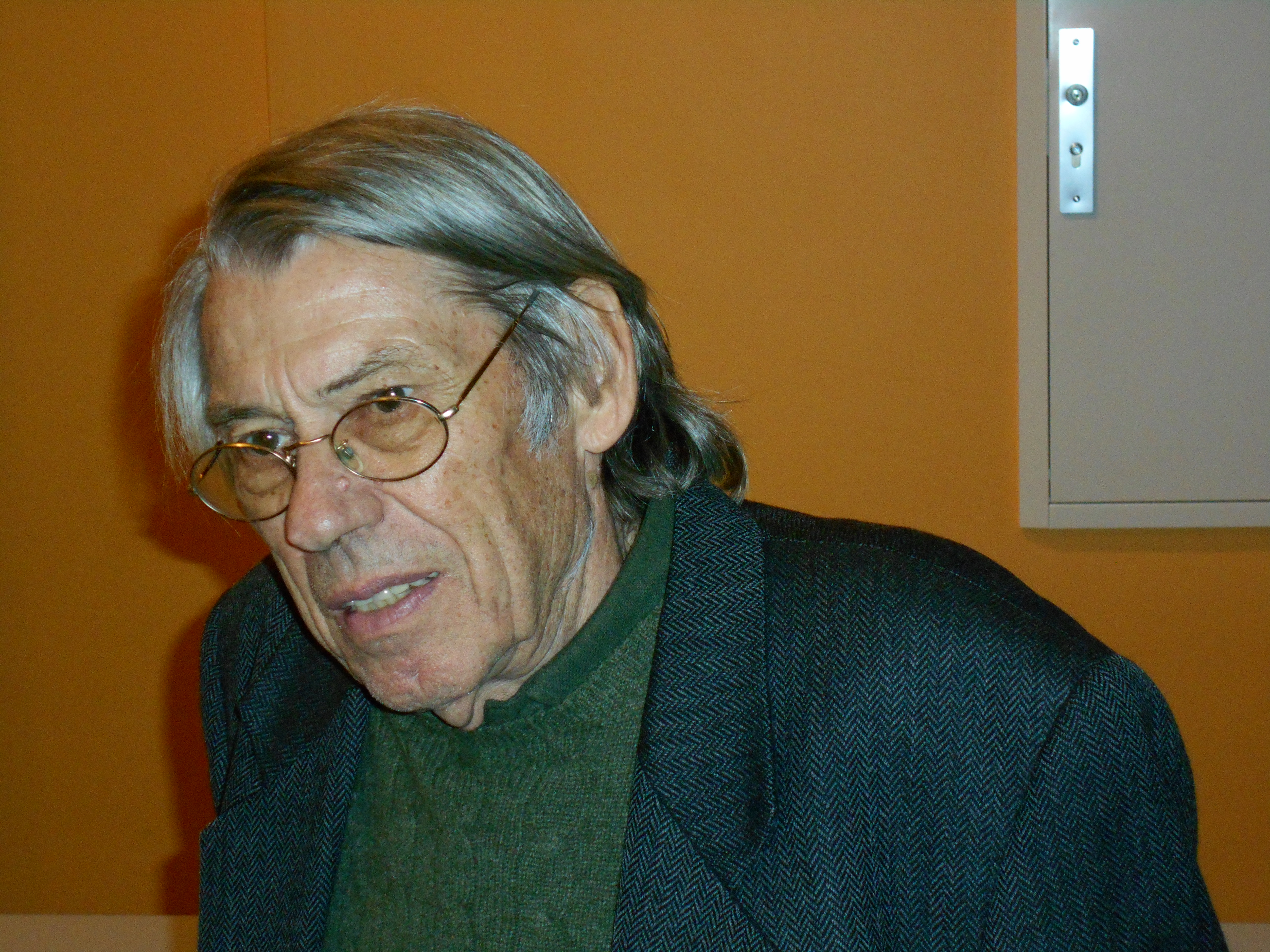
Hannes Heer. Aufnahme aus dem Jahr 2017

Die Ausstellung wurde von Hannes Heer initiiert und von vier Historikern im Auftrag des Hamburger Sozialforschungsinstituts ein Jahr lang vorbereitet: Hannes Heer, Bernd Boll, Walter Manoschek und Hans Safrian. Die visuelle Konzeption und Gestaltung stammten von Christian Reuther und Johannes Bacher. Die inhaltliche Gesamtleitung lag bei Hannes Heer.
Auf rund 400 Quadratmetern präsentierte die Ausstellung auf Schautafeln verschiedene Dokumente und Fotografien. Ein Aspekt war die „Bilderwelt der Nachkriegsjahre“. Von den Schauplätzen der Kriegszeit standen drei im Mittelpunkt: Serbien und der Partisanenkrieg, der Weg der 6. Armee nach Stalingrad sowie die Jahre der Besatzung in Belarus. Zentrales Narrativ der Ausstellung war der „Mikrokosmos der militärischen Gewalt gegen Kriegsgefangene, Partisanen, Juden und die gesamte Zivilbevölkerung“. Dem Verwischen der Spuren war ein weiterer Bereich gewidmet. Die Installation in der Zentrale der Ausstellung hatte die Form eines Eisernen Kreuzes. Hier waren unkommentierte, kleinformatige Fotografien ausgestellt. Die Überschriften dazu lauteten „Judenquälen“, „Galgen“, „tote Zonen“, „Genickschüsse“, „Gefangenschaft“ und „Deportationen“.
So dokumentierte die Ausstellung die aktive Beteiligung der deutschen Wehrmacht an NS-Verbrechen in vier Hauptbereichen: dem Holocaust, der Ausraubung und Plünderung der besetzten Gebiete, den Massenmorden an der Zivilbevölkerung und der Vernichtung sowjetischer Kriegsgefangener.
Die breite Öffentlichkeit nahm so erstmals historisch gut erforschte, aber damals allgemein noch wenig bekannte Sachverhalte zur Kenntnis:
- den Beginn des Holocaust in den besetzten Gebieten der Sowjetunion, den die Wehrmachtsführung mit plante und dann arbeitsteilig mit durchführte,
- die Beteiligung ganzer Truppenteile an diesen Verbrechen, wobei Widerstand bis auf wenige Ausnahmen ausblieb,
- den in Wehrmachtsführung wie einfachen Truppen weit verbreiteten Antisemitismus und Rassismus,
- die verbrecherischen Befehle (zum Beispiel den Kommissarbefehl) und ihre weithin widerspruchslose Ausführung
- und die als Kriegsziel beabsichtigte millionenfache Vernichtung der osteuropäischen Zivilbevölkerung.

### Darstellungsform
Die Ausstellung bot die Einzelthemen auf Stellwänden mit Schriftstücken und zeitgenössischen, meist privaten und oft illegal aufgenommenen Fotografien ehemaliger Wehrmachtssoldaten dar. Die Herkunft der Dokumente war bei ihnen jeweils angegeben. Sie standen unter thematischen Überschriften wie „Verbrecherische Befehle der Wehrmachtsführung“, davon unterschieden „Verbrecherische Befehle vor Ort“. Andere Kapitel lauteten: „Ein ganz normaler Krieg“, „Die Todgeweihten“ oder „Verlorene Siege“.
Vier Stellwände waren im Ausstellungsraum so zusammengestellt, dass sie ein Eisernes Kreuz darstellten. An den Außenseiten wurden unter der Überschrift „Sprache der Gewalt“ verschiedene Propagandatexte aus den Jahren 1930/32 gezeigt, die den Krieg, Deutschland und das deutsche Soldatentum verherrlichten. Weitere Außenseiten zeigten den „Alltag des Verbrechens“ mit Zitaten aus Feldpostbriefen und Geständnissen deutscher Soldaten in sowjetischer Kriegsgefangenschaft. Die Innenwände zeigten Fotografien von Ausschreitungen gegen sowjetische Juden, das Leben von Kriegsgefangenen, Deportationen und Vertreibungen von Zivilisten.
Die Darbietung kombinierte die Fotografien der Verbrechen mit Dokumenten der vorausgegangenen Befehle und der nachfolgenden Leichenverbrennung, Aktenvernichtung, Urkundenfälschung und Verdrängung nach dem Krieg. Dies sollte zeigen, dass die NS-Ideologie ihr Ziel, sowohl die dazu bestimmten Kriegsgegner als auch die Erinnerung an sie und die Verbrechen an ihnen auszulöschen, in den ersten Nachkriegsjahren teilweise erreichte.

## Reaktionen

### Medien
Viele Medien berichteten über die Ausstellung und bewerteten sie positiv. Die „Legende der sauberen Wehrmacht“ sei nicht mehr haltbar.
Dennoch kam es in den Medien zu erheblichen Kontroversen. Der ehemalige Fernsehjournalist Rüdiger Proske kritisierte wenige Tage nach Beginn der Ausstellung: Der Überfall auf die Sowjetunion sei nicht der Auftakt zu einem Rassen- und Vernichtungskrieg gewesen, sondern „in erster Linie imperialistisch motiviert“. Proske warf Hannes Heer zudem rigorose Fehlurteile vor und fürchtete eine gesellschaftliche Ausgrenzung der Bundeswehr. Günther Gillessen kritisierte am 6. Februar 1996 in der FAZ die ausgestellten Dokumente als „Zeugnisse eines vagabundierenden Schuldempfindens“. Die allmächtige SS sei für die Verbrechen verantwortlich, Übergriffe der Wehrmacht seien nur Folge von Stalins brutaler Kriegsführung hinter den deutschen Linien gewesen. Die Ausstellung sei ein unwissenschaftliches „Pamphlet“, das ein „Bedürfnis der Betroffenheit“ befriedige.
Besonders intensiv verliefen die Debatten in Bremen und München 1996/1997. In der Münchner Tagespresse erschienen gegen die Ausstellung gerichtete Großanzeigen. Auch in anderen Orten kam es im Vorfeld zu öffentlichen Diskussionen über Inhalt und Form der Ausstellung. Rüdiger Proske machte sich die Bekämpfung der Ausstellung zur Aufgabe und gab dazu eine etwa 100 Seiten starke „Streitschrift“ mit dem Titel „Wider den Mißbrauch der Geschichte deutscher Soldaten zu politischen Zwecken“ heraus. Er schrieb zudem an den Bundeskanzler, alle deutschen Bundestagsabgeordneten, Kultusminister und Bürgermeister der geplanten Ausstellungsorte und forderte sie auf, die Ausstellung abzulehnen und nicht zu zeigen.
1999 wurde die breite gesellschaftliche Debatte zur Rolle der Wehrmacht in der NS-Zeit vielfach als positive Ausstellungswirkung hervorgehoben, so von Ulrich Raulff am 1. September 1999 in der FAZ: „Bis vor wenigen Jahren hat die Militärgeschichte der Rassenpolitik des Regimes wenig Aufmerksamkeit geschenkt. Jetzt hat sie begriffen, dass im Schatten des Krieges der Holocaust sich entwickelt und ausgebreitet hat. Der Krieg ermöglichte den Holocaust, und da das Kriegsgeschehen im Wesentlichen von der Wehrmacht dominiert wurde, stellten sich die Fragen nach dem Verhalten der Wehrmacht im Hinblick auf das Kriegsvölkerrecht, die in der deutschen Öffentlichkeit heftig diskutiert wurden. Ob es darum ging, ‚das letzte Tabu’ der deutschen Geschichte zu brechen, oder nicht, der Streit um die Verwicklung der Wehrmacht in die verbrecherische Politik des Regimes, den die Ausstellung ‚Vernichtungskrieg’ des Reemtsma-Instituts auslöste, hat bewirkt, dass der Zweite Weltkrieg in den neunziger Jahren sein Gesicht veränderte. Bei aller Kritikwürdigkeit der ‚Wehrmachtsausstellung’ (die freilich nie in der Lage war, der Wirklichkeit der gesamten Wehrmacht gerecht zu werden): Nach einer Wanderschaft durch 32 Städte und einer Besucherzahl, die sich der Million nähert, ist sie zur erfolgreichsten politischen Ausstellung der Bundesrepublik geworden. Als solche hat sie Bewusstseinstatsachen geschaffen.“

### Politik
Die Absicht, die Wehrmachtsausstellung zu zeigen, löste schon kurz nach der Eröffnung der Ausstellung in vielen Städten anhaltende Konflikte aus. Während die Gegner sie als pauschale Verleumdung aller Wehrmachtsangehörigen und darüber hinaus der deutschen Soldaten sahen, begrüßten die Befürworter sie als notwendige Aufklärung über ein dunkles Kapitel der deutschen Vergangenheit. Oft verteilten sich Gegner und Befürworter entlang parteipolitischen Frontlinien.
In Bremen kam es darüber fast zum Bruch der großen Koalition von CDU und SPD. Der Senat beschloss erst nach längerer Diskussion, die Ausstellung zu zeigen, jedoch vorher am 26. Februar 1997 eine Fachtagung zum Thema durchzuführen. Die Ausstellung wurde dann am 28. Mai 1997 im Bremer Rathaus eröffnet. In Nürnberg gab der Oberbürgermeister Ludwig Scholz (CSU) die Schirmherrschaft für die Ausstellung zurück.
Besonders im Stadtrat von München kam es zu heftigen Kontroversen. SPD und Grüne bejahten die Ausstellung mit ihrer Mehrheit. Die meisten CSU-Abgeordneten und Manfred Brunner vom Bund freier Bürger lehnten sie kategorisch ab; Brunner forderte auch nach Ausstellungsbeginn im Februar 1997 die Absetzung. Oberbürgermeister Christian Ude stellte sich hinter die Ausstellung, indem er sie anstelle des anfangs vorgesehenen Stadtmuseums in der Rathausgalerie am Marienplatz stattfinden ließ. Das verschärfte die Proteste, fand aber auch Rückhalt etwa bei der evangelischen Kirche. Bayerns Kultusminister Hans Zehetmair (CSU) empfahl, die Ausstellung nicht zu besuchen. Florian Stumfall schrieb am 22. Februar 1997 im Bayernkurier: „Die Ausstellung verallgemeinert tatsächliche Verbrechen durch Einheiten und Soldaten der Wehrmacht zum Pauschalvorwurf gegen alle ehemaligen Soldaten. […] Es geht also den Veranstaltern darum, Millionen von Deutschen die Ehre abzusprechen.“ Sie verschärfe die „Strafmaßnahmen des Nürnberger Gerichtshofes“. Ihre Macher inszenierten einen „moralischen Vernichtungsfeldzug gegen das deutsche Volk“.
Peter Gauweiler (CSU) sagte am 14. Februar 1997 beim traditionellen Fischessen der Schwabinger CSU, „Tabakmillionär Reemtsma“ habe „durch die jahrelange Finanzierung des Mobs aus der Hafenstraße sein demokratisches Grundbewußtsein nicht unter Beweis gestellt“. Er solle „einmal eine Ausstellung machen über die Toten und Verletzten von den Milliarden seiner Zigaretten, die er verkauft hat und denen er sein Vermögen verdankt.“ Dies rechtfertigte er in einem an 50.000 Münchner Haushalte verteilten Flugblatt. SPD und Grüne sahen hierin fehlende Distanz zum Rechtsextremismus und die Gefahr eines schwarz-braunen Bündnisses. Dietmar Keese (SPD) verglich Gauweilers Sätze mit der „Sprache eines Joseph Goebbels“.
Der Bundestag debattierte am 13. März 1997 über die Ausstellung. Die Debatte wurde vielfach als „Sternstunde“ des Parlaments bewertet. Redner aller Parteien befassten sich auch biografisch und persönlich mit dem Thema soldatischer und deutscher Schuld. Am 24. April 1997 befasste sich der Bundestag erneut mit dem Thema. Auch Länderparlamente diskutierten über die Ausstellung. Länderparlamente, staatliche Archive und Museen, Universitäten und Volkshochschulen beantragten anschließend vermehrt die Ausstellung, die nun häufiger von hochrangigen Politikern eröffnet wurde. Viele Ausstellungsorte dokumentierten die Debatten vor, während und nach der Ausstellung.

### Rechtsextremisten
Deutsche Rechtsextremisten begleiteten die Ausstellung mit zahlreichen öffentlichen Protesten, Gegenpropaganda, Anschlägen und Anschlagsversuchen. Bei der Eröffnung am 10. Januar 1997 in Karlsruhe demonstrierten etwa 30 Angehörige der Republikaner, der NPD und der „Jungen Nationaldemokraten“ (JN) unter der Parole „Der deutsche Soldat: Ehrlich, anständig, treu! – Schluß mit der antideutschen Hetze!“ Der JN-Vertreter Michael Wendland kündete fortlaufende Aufmärsche gegen die „volksverhetzende, antideutsche Schandausstellung“ an allen weiteren Ausstellungsorten an. Andere Neonazi-Gruppen verbreiteten seinen Aufruf im Mailboxsystem des Thule-Netzes. Auch der Gründer der rechtsextremen „Deutschlandbewegung“ Alfred Mechtersheimer mobilisierte gegen die „Anti-Wehrmacht-Ausstellung“. Sein „Bündnis 97“ verleumdete sie in Flugblättern als „Wanderzirkus“. Der Unterzeichner Andreas Gregor Wick war in den 1990er Jahren auch im „Studienzentrum Weikersheim“ aktiv.
Am 25. April 1995 verbrannte sich der ehemalige Wehrmachtssoldat, sudetendeutsche Vertriebene und Geschichts-Revisionist Reinhold Elstner, aus Protest gegen die Wehrmachtsausstellung, auf den Stufen der Münchener Feldherrnhalle. 
Am 24. Februar 1997 folgten etwa 300 Gegner, darunter Skinheads, dem Aufruf eines „Anti-Diffamierungs-Komitees“ und protestierten vor dem Münchner Rathaus gegen die Ausstellung, die am Folgetag beginnen sollte. Am 1. März 1997 demonstrierten 5000 von NPD und JN mobilisierte Neonazis in der Münchner Innenstadt; dies war eine der größten rechtsextremen Demonstrationen seit 1945 in Deutschland. Die gewünschte Route zur Feldherrnhalle wurde ihnen verboten. Die Polizei verhinderte nur knapp ein Aufeinandertreffen mit Demonstranten des Gegenbündnisses, die die erlaubte Route blockierten.
In Linz gab es anonyme Bombendrohungen. In Saarbrücken wurde am 9. März 1999 frühmorgens auf das Gebäude der Volkshochschule, das die Ausstellung beherbergte, ein Sprengstoffattentat verübt. Dabei wurde auch die benachbarte Schlosskirche beschädigt. Seit 2011 wird die rechtsextreme Terrorgruppe Nationalsozialistischer Untergrund (NSU) als mögliche Urheber dieses Anschlags vermutet.

### Geschichtsrevisionisten
Die von dem Geschichtsrevisionisten Alfred Schickel geleitete Stuttgarter „Arbeitsgemeinschaft für Kameradenwerke und Traditionsverbände e. V.“ sprach in einer „Aufklärungsschrift“ von einem „linksextremen politischen Standort der Veranstalter und ihrer Hintermänner und damit die Zielrichtung ihrer Desinformationspolitik nach altsowjetischem Muster“. Die Ausstellung sei „Kern einer ideologischen Kampagne, die allen ehemaligen und heutigen Soldaten gilt“. Sie sei „historisch unhaltbar“. Einem „Maßnahmen“-Katalog zufolge sollten alle Ausstellungstermine „gezielt und systematisch beobachtet und mit sachlich-wirksamer Kritik begleitet werden“. Entsprechendes Propagandamaterial wurde an bestimmte Medien und Politiker verteilt: darunter ein 35 Seiten starkes Gutachten von Hartmut Schustereit, einem früheren Mitarbeiter beim Militärgeschichtlichen Forschungsamt in Freiburg.
Schustereit beurteilte die Ausstellung mit Bezug auf wenige Seiten des Begleitkatalogs als „Fortschreibung sowjetischer Propaganda“, die „längst durch die Geschichtsforschung widerlegt“ sei. Dabei berief er sich auf Vertreter der widerlegten Präventivkriegsthese, wonach Adolf Hitler mit dem Überfall auf die Sowjetunion nur einem drohenden Angriff Josef Stalins zuvorgekommen sei. Vor allem zitierte er Joachim Hoffmann, einen anderen ehemaligen Mitarbeiter des Militärischen Forschungsamtes. Dieser war in einem Strafprozess wegen Volksverhetzung gegen den rechtsextremen Verleger Wigbert Grabert als Entlastungszeuge aufgetreten und hatte dort das Buch „Grundlagen zur Zeitgeschichte“ des Holocaustleugners Germar Rudolf als „notwendiges Sachbuch mit wissenschaftlichem Anspruch“ bezeichnet.
Die „Österreichische Landsmannschaft“ in Wien bot das Gutachten wie folgt an: „Der Militärhistoriker hat im Auftrag bundesdeutscher Traditionsverbände eine korrigierende Darstellung verfaßt; er kritisiert wissenschaftlich einwandfrei und unwiderlegbar, was die formale, sprachliche wie auch die inhaltliche Ebene der Fälschungen und Verleumdungen betrifft.“
Der unter derselben Adresse ansässige Wiener „Österreichische Arbeitskreis für Kultur und Geschichte“ behauptete, das Gutachten beweise, dass die „reißerische und verleumderische Ausdrucksweise“ der Ausstellung dem „Vokabular sowjetisch-kommunistischer Agitation und Propaganda“ entlehnt sei. Die Stuttgarter „Arbeitsgemeinschaft“ gab zudem die Streitschrift Rüdiger Proskes heraus. Für beide Broschüren warben unter anderen der rechtsextreme Grabert-Verlag, die Junge Freiheit, Nation Europa, der Witiko-Brief und der österreichische Eckartbote.

### Soldaten
Traditionsverbände ehemaliger Wehrmachtssoldaten lehnten die Ausstellung von Beginn an ab. In Bonn gründete sich ein „Arbeitskreis von Historikern und ehemaligen Soldaten“, um ein öffentliches Gesprächsforum zu diesem Thema auszurichten, bei dem Zeitzeugen und Historiker vor eingeladenen Gästen der Medien reden sollten. Er trug den Arbeitstitel „Wahrheit für die Soldaten der Wehrmacht“ und gab 1997 unter Federführung von Joachim F. Weber das Buch Armee im Kreuzfeuer heraus.
In Bayern schrieben der „Bayerische Soldatenbund 1874“ und der „Bund ehemaliger Stalingradkämpfer“ wütende Protestbriefe gegen die Entscheidung des Münchner Stadtrats, die Ausstellung zu zeigen.
Das Bundesverteidigungsministerium erlaubte Angehörigen der Bundeswehr den Ausstellungsbesuch nur als Privatpersonen. Dennoch empfahlen manche Truppenkommandeure den Besuch der Ausstellung.

### Vertriebenenverbände
Im April 1997 veröffentlichten die Junge Freiheit und das „Ostpreußenblatt“ eine Erklärung von Götz Kubitschek und seiner „Arbeitsgemeinschaft Paulskirche“, in der es hieß:

„Die Ausstellung […] verstößt gegen elementare Kriterien wissenschaftlicher Arbeitsweise. Trotzdem wird sie nun an herausragendem Ort gezeigt. Die Frankfurter Paulskirche kann als Symbol der deutschen nationalen Revolution von 1848 nicht der geeignete Ort für diese Ausstellung sein. Wir fordern die Politiker auf, die wissenschaftliche Kritik ernst zu nehmen, die Ausstellung nicht zu unterstützen und nicht durch herausragende Ausstellungsorte aufzuwerten. Sie bringt nichts Neues, das Bekannte aber verzerrt und schädigend für das Miteinander der Generationen.“

Dies unterschrieben 340 Personen, darunter etwa 70 ehemalige und damalige Bundeswehrangehörige, Vertreter vom Bund der Vertriebenen wie Wilhelm von Gottberg, Wolfgang Thüne, Hermann Thomasius und Harry Poley von der Landsmannschaft Ostpreußen, Hans Mirtes für die Sudetendeutsche Landsmannschaft, der CDU-Bundestagsabgeordnete Wilfried Böhm und Hans Wahls vom rechtsextremen Witikobund.
Das Ostpreußenblatt machte sich zum Sprachrohr für die Ablehnung der Ausstellung. Ausgabe 10/97 zitierte Alfred Dregger: Diese Ausstellung schockiert und verwirrt, sie schmäht und verletzt, und das ist auch wohl ihre Absicht. Dregger sprach von „stupider Vergangenheitsbewältigung, die selten einen Beitrag liefert, der sich wirklich um Verständnis bemüht“, und betonte:

„Aber die meisten dieser Soldaten, die Leib und Leben für ihr Land riskierten und unendlich viel Leid ertragen mußten, können zu Recht bestreiten, daß sie sich an Hitlers Verbrechen beteiligt oder sonstwie Kriegsverbrechen begangen hätten.“

In Ausgabe 13/97 meinte Generalmajor a. D. Gerd-Helmut Komossa, durch die Ausstellung werde das Ansehen der Soldaten „gezielt geschädigt“. Der ehemalige ZDF-Redakteur Helmut Kamphausen beschrieb sie als „Ausstellung eines Kommunisten, der von einem Multimillionär ausgehalten wird“. In derselben Ausgabe wurde die Rehabilitierung der Wehrmachtsdeserteure und Opfer der NS-Militärjustiz abgelehnt: Es seien zu Recht verurteilte Verbrecher „in den eigenen Reihen“ gewesen, mit denen kein „anständiger Soldat“ zu tun haben wolle.
In Ausgabe 14/97 erklärte der frühere Militärpfarrer Lothar Groppe, Verbrechen von Wehrmachtssoldaten seien „unbestreitbar“. Diese „bedauerlichen Exzesse“ seien aber „unausbleiblich“ gewesen, „da durch das blutige Kampfgeschehen, nicht zuletzt durch heimtückische Überfälle von Partisanen die Hemmschwelle für Rechtsbrüche in jeder Armee gesenkt wird.“ Verfassungsrichterin Jutta Limbach, die die Ausstellung in Karlsruhe eröffnet hatte, habe damit keine richterliche Unabhängigkeit, sondern „ideologische Verbohrtheit“ gezeigt.
Diese Gegner griffen auch die wissenschaftliche Kritik an einigen Exponaten auf und pauschalisierten sie: Viele der gezeigten Verbrechen seien nicht von Deutschen, sondern von sowjetischen Soldaten auf Befehl Stalins hin begangen worden. Diese Verbrechen der Roten Armee müsse die Ausstellung ebenfalls zeigen. Mit diesen Argumentationsmustern bekämpften sowohl Rechtskonservative als auch Rechtsextremisten die Wehrmachtsausstellung als Angriff auf die „Ehre der deutschen Soldaten“.

### Historiker
Neue historische Erkenntnisse über die Wehrmachtsverbrechen präsentierte diese Ausstellung kaum. Es waren weitgehend seit den 1960er Jahren schrittweise entstandene Forschungsergebnisse, die erstmals zusammengefasst und mit Privatfotografien einem größeren Publikum vorgestellt wurden. Kritik fanden vor allem
- der Titel „Verbrechen der Wehrmacht“: Er wirke bereits als pauschale Verurteilung aller Wehrmachtssoldaten. Demgegenüber wies eine Schautafel gleich zu Beginn darauf hin: Die Ausstellung will kein verspätetes und pauschales Urteil über eine ganze Generation ehemaliger Soldaten fällen, betonte aber auch, daß die Wehrmacht an allen Verbrechen aktiv und als Gesamtorganisation beteiligt war.
- die Darstellungsform: Sie vermische plakative Bewertungen mit der Präsentation der Fakten. Auch dies wirke als pauschale Verleumdung aller Wehrmachtsangehöriger als Verbrecher.
- fehlende Differenzierung zwischen Tätern, Mittätern oder Augenzeugen sowohl in Dokumenten als auch begleitenden Wertungen.
- fehlende Beispiele für Befehlsverweigerung und Nichtbeteiligung an Verbrechen. Dadurch werde der Eindruck einer Gleichsetzung von Wehrmachtssoldaten und Verbrechern begünstigt.
- fehlende Aussagekraft vieler Fotografien für die angegebene Handlung. So zeigten manche Fotos eine Reihe nackter Juden, nicht aber ihre Ermordung, wie die Bildunterschrift behauptete.
- fehlende oder unpräzise Herkunftsangaben für manche Fotografien. Ohne diese sei aber keine Zuordnung der verantwortlichen Täter möglich. Fotos ohne solche Angaben könnten zu einer falschen Einordnung der Verbrechen führen.
- fehlende didaktische Hilfestellung zum Verständnis der gezeigten Bilder. Sie erzeugen Schock und Entsetzen, aber ließen die Betrachter mit Fragen über die Hintergründe allein.

1999 wies der Historiker Bogdan Musial auf Fehler bei der Zuordnung von zehn Fotos hin, die „nicht deutsche, sondern sowjetische Verbrechen im Sommer 1941 zeigen“. Er behauptete darüber hinaus, „etwa die Hälfte“ der Fotos zeigten Handlungen, die nichts mit Kriegsverbrechen zu tun gehabt hätten. Der ungarische Historiker Krisztián Ungváry erklärte, eine auf sechs Fotos gezeigte Exekution serbischer Jugendlicher in einer jugoslawischen Stadt sei nicht von Wehrmachtssoldaten, sondern Angehörigen der ungarischen Armee ausgeführt worden. Nur zehn Prozent aller damit befassten 800 Fotos zeigten tatsächlich Wehrmachtsverbrechen; die übrigen seien Taten von ungarischen, finnischen und kroatischen Soldaten, „Hilfswilligen“ aus der Ukraine, Russland und den baltischen Staaten oder aber Angehörigen der SS und des Sicherheitsdienstes (SD). Dieter Schmidt-Neuhaus zweifelte vier Fotos an, die Opfer eines Massakers in Tarnopol zeigen sollten. Der Militärhistoriker Rolf-Dieter Müller vom Militärgeschichtlichen Forschungsamt griff diese Kritik auf und warf den Ausstellungsautoren vor, das Massenpublikum irregeführt zu haben.

### Untersuchung
Die zunehmende Kritik von Historikern und das dadurch ausgelöste Medienecho bewogen den Institutsleiter Jan Philipp Reemtsma, die Ausstellung am 4. November 1999 vorläufig zurückzuziehen. Er beauftragte eine Historikerkommission mit der Überprüfung der Ausstellung. Zu den Mitgliedern der Kommission gehörten Omer Bartov, Cornelia Brink, Gerhard Hirschfeld, Friedrich P. Kahlenberg, Manfred Messerschmidt, Reinhard Rürup, Christian Streit und Hans-Ulrich Thamer. Reemtsma schloss Hannes Heer, der eine Neufassung ablehnte und nur Korrekturen der bemängelten Fotos befürwortete, im Sommer 2000 von der Leitung und weiteren Mitarbeit an der neuen Ausstellung aus.
Die Kommission veröffentlichte am 15. November 2000 ihren Untersuchungsbericht mit dem zusammenfassenden Ergebnis, die Ausstellung enthalte
„1. sachliche Fehler, 2. Ungenauigkeiten und Flüchtigkeiten bei der Verwendung des Materials und 3. vor allem durch die Art der Präsentation allzu pauschale und suggestive Aussagen.“ Zugleich stellte der Bericht fest, dass „die Grundaussagen der Ausstellung über die Wehrmacht und den im ‚Osten’ geführten Vernichtungskrieg der Sache nach richtig“ seien. Die Ausstellungsautoren hätten insgesamt intensive und seriöse Quellenarbeit geleistet, und die Ausstellung enthalte „keine Fälschungen“.
Bezüglich der Fotos stellt der Bericht fest, „dass von den 1433 Fotografien der Ausstellung weniger als 20 Fotos nicht in eine Ausstellung über die Wehrmacht gehören.“ Es seien bei einigen Fotos falsche Bildunterschriften aus deren Archiven ungeprüft übernommen worden; dies wurde für zwei von zehn Fotos, die Musial bemängelt hatte, bestätigt. Der Mangel bei den Fotos sei „im bemerkenswert unbekümmerten Gebrauch fotografischer Quellen, wie er in geschichtswissenschaftlichen und populären Publikationen leider sehr verbreitet ist“, zu sehen. Dieser Umgang sei „derart verbreitet, dass gegenwärtig vermutlich nur wenige Ausstellungen und Publikationen historischer Fotografien den strengen Kriterien standhalten würden, von denen hier ausgegangen wird.“ Andererseits sei „keine historische Ausstellung, die mit Fotografien arbeitet, jemals so gründlich untersucht worden“.
Des Weiteren bemängelte die Kommission den „überheblichen und unprofessionellen Umgang der Ausstellungsmacher mit der an der Ausstellung geübten Kritik“.
Aufgrund des Ergebnisses empfahl die Kommission eine Überarbeitung der Präsentation ohne Veränderung der Grundaussagen, besonders die Einbeziehung der Opferperspektive neben Täterdokumenten.
Krisztián Ungváry, einer der Kritiker der Ausstellung, zeigte sich mit der Arbeit der Kommission unzufrieden. Er vermutete, die Mitglieder hätten die Ausstellungsmacher schonen wollen. Die Kommission habe „parteiisch und ungenau“ gearbeitet. Bestätigt worden seien Wahrheiten, die „von keinem der Hauptkritiker bestritten“ worden seien. Die Fragen, wie viele Fehler die Ausstellung insgesamt enthalten habe und wie viele Beanstandungen begründet waren, seien hingegen nicht beantwortet worden.

## Zweite Wehrmachtsausstellung

### Dauer, Orte, Gäste, Besucher
Die zweite Ausstellung trug den Titel „Verbrechen der Wehrmacht. Dimensionen des Vernichtungskrieges 1941–1944“. Sie wurde am 27. November 2001 in Berlin vom Beauftragten der Bundesregierung für Kultur und Medien Julian Nida-Rümelin eröffnet. Ausstellungsorte waren neben Berlin auch Bielefeld, Wien, Leipzig, München, Luxemburg, Chemnitz, Neumünster, Schwäbisch Hall, Peenemünde, Dortmund, Halle (Saale) und vom 29. Januar bis 28. März 2004 abschließend Hamburg. Die Stellwände der Ausstellung „Verbrechen der Wehrmacht. Dimensionen des Vernichtungskrieges“ waren von Ende März 2004 bis Ende März 2009 im Depot des  Deutschen Historischen Museums in Berlin eingelagert. Anschließend wurden diese von der Stiftung Hamburger Institut für Sozialforschung übernommen.
Anders als bei der ersten Ausstellung erlaubte der damalige Verteidigungsminister Rudolf Scharping Generälen und Soldaten, in Uniform an der Veranstaltung teilzunehmen. Der damalige wissenschaftliche Direktor des Militärgeschichtlichen Forschungsamtes Hans-Erich Volkmann hielt eine der Hauptreden zur Eröffnung. Insgesamt sahen mehr als 450.000 Besucher die Wanderausstellung.

### Konzept, Beteiligte, Inhalte, Form
Die zweite Ausstellung mit dem Titel Verbrechen der Wehrmacht. Dimensionen des Vernichtungskrieges 1941–1944 konzipierten Jan Philipp Reemtsma und Ulrike Jureit, die zur Sprecherin ernannt wurde.
Mitarbeiter der Ausstellung waren Andrej Angrick, Christoph Bitterberg, Florian Dierl, Marcus Gryglewski, Gerd Hankel, Peter Klein, Magnus Koch, Norbert Kunz, Karsten Linne, Jutta Mühlenberg, Sven Oliver Müller, Manfred Oldenburg, Harald Schmid, Oliver von Wrochem und Ute Wrocklage. Zum wissenschaftlichen Beirat zählten Hans Mommsen, Michael Bothe, Hagen Fleischer, Jürgen Förster, Ulrich Herbert, Detlef Hoffmann, Klaus Latzel, Peter Longerich, Alf Lüdtke, Reinhard Otto und Gerd R. Ueberschär. Das Gestaltungskonzept der zweiten Ausstellung stammte von Andreas Heller.
Sechs Themenbereiche wurden am Beispiel der Geschehnisse im Osten und in Südosteuropa präsentiert: Der Holocaust, das Massensterben der sowjetischen Kriegsgefangenen, der Ernährungskrieg, die Deportationen und die Zwangsarbeit, der Partisanenkrieg sowie Repressalien und Geiselerschießungen. Zwei weitere Aspekte kamen hinzu: Die Ausstellung präsentierte Handlungsspielräume einzelner Akteure und behandelte die Wahrnehmung der Wehrmacht in der Nachkriegszeit. Viele Hintergrundinformationen konnten zusätzlich abgerufen werden. Auf wertende Tafelüberschriften wurde verzichtet, die Hintergrundfarbe Schwarz wurde durch Weiß ersetzt.
Das Verhältnis von schriftlichen und fotografischen Quellen wurde insgesamt verändert, weil sich die Beteiligung der Wehrmacht an Verbrechen stärker in Schriftstücken als in Fotografien niedergeschlagen hat. Weil bei vielen Landserfotografien kaum Angaben zu Fotograf, abgebildeten Personen, Ort, Vorgang, Datum und Überlieferungsweg zu rekonstruieren waren, entfielen diese weitgehend. Insgesamt wurden die gezeigten Ausstellungsstücke zudem stärker kontextualisiert als in der ersten Ausstellung. Der Fokus bewegte sich dabei weg von Tätern, hin zu den Orten, Zeitpunkten, Umständen und Details der jeweiligen Verbrechen selbst.
Bei umstrittenen Fotografien wie denen zu den Vorgängen in Tarnopol wurde die Problematik der Quellen erläutert. Damit zog die Neufassung wesentliche Konsequenzen aus der Kritik an der Erstfassung. Deren Rezeptionsgeschichte wurde ebenfalls dokumentiert.

## Rezeption

### Einschätzungen von Experten
Die Zweitfassung wurde in den Medien meist als wissenschaftlich und sachlich gelobt. Betont wurde von fast allen Rezensenten, dass sie an der Grundthese eines Vernichtungskrieges der Wehrmacht gegen die Sowjetunion festhielt und noch verdeutlichte, dass diese dadurch als Ganze an den dabei stattgefundenen Verbrechen mitschuldig geworden sei.
Auch Hannes Heer, der Gestalter der ersten Ausstellung, stimmte dieser Einschätzung im Grundsatz zu, kritisierte aber, dass die Neufassung wesentliche Forschungsergebnisse seit Beginn der Erstfassung nicht berücksichtigt habe, die man dieser als Defizite vorgehalten habe: die Wehrmachtsverbrechen beim Überfall auf Polen, die Teilnahme am Völkermord an den Sinti und Roma, die Rolle der von der Wehrmacht aufgestellten einheimischen Hilfsverbände beim Holocaust. Vor allem werde die Frage nach den Motiven und Mentalitäten der Täter vermieden und bleibe unbeantwortet. Durch die Aussonderung der meisten Privatfotografien werde die Beteiligung einfacher Soldaten und Truppenteile an den Massenmorden erneut großenteils unsichtbar. Damit bleibe die Neufassung hinter der Kritik zurück, die sich nicht gegen die Grundthese vom Vernichtungskrieg als solche, sondern die Thesen zu dessen Ursachen gerichtet habe. Einen der von Heer genannten Kritikpunkte glich eine weitere, am Deutschen Historischen Institut Warschau zusammengestellte Ausstellung zum Verhalten der Wehrmacht beim Überfall auf Polen aus. Sie trägt den Titel: Größte Härte … Verbrechen der Wehrmacht in Polen September/Oktober 1939.
Gerd Wiegel vom Studienkreis deutscher Widerstand 1933–1945 kritisierte beide Versionen: Sie hätten die langfristigen Interessen und Ziele des verbrecherischen Vernichtungskrieges der Wehrmacht ausgeblendet und etwa den Generalplan Ost nicht einmal erwähnt. Die Neufassung habe die Provokation der Privatbilder entfernt und so den Täterkreis erneut auf hohe Wehrmachtsgeneräle reduziert:

„Verschwunden sind in Katalog und Ausstellung die Fotos der einfachen Täter vor Ort; man sieht die Opfer – die Täter zumeist nur, insoweit sie Truppenführer und Befehlshaber sind, einfache Soldaten sind kaum zu sehen.“

Diese Entschärfung erklärt auch für Werner Röhr die politische Akzeptanz der zweiten gegenüber der umstrittenen ersten Fassung:

„Obwohl die neue Ausstellung die alte an Materialfülle, an Differenzierung, an professioneller Gestaltung weit übertrifft, obwohl sie deren Grundaussage beibehält und diese umfangreicher und genauer untermauert, kommt sie an deren Wirkung nicht entfernt heran. […] Die alte Ausstellung zeigte, wie diese Mitwirkung an den Verbrechen von vielen ‚willigen Vollstreckern‘ umgesetzt wurde, hier lag ihr Skandal. Hinter diese Provokation zurückgegangen zu sein ist ein fatales Friedensangebot an die Kritiker.“

Für den General Klaus Naumann lag einer der Gründe für diese Wirkung der ersten Fassung gerade im bewussten Verzicht auf historische Einordnung und der Begrenzung auf Tatsachenillustration:

„Mit Absicht wurde – bis auf knappe Anspielungen – auf jegliche historische ‚Ableitung‘ wie auf die Formulierung historischer ‚Lehren‘ verzichtet. […] Denn jedes Narrativ, das ein Geschehen in ein Vorher und Nachher einbettet, steht vor dem Dilemma, durch die bloße Kontinuität des Erzählens, Herleitens oder Begründens, und sei diese auch noch so vorsichtig formuliert, einen affirmativen und suggestiven Sog zu erzeugen: Das was geschehen ist, sei geschehen, weil es so oder so geschehen m u ß t e. Die Ausstellung entzieht sich diesem Deutungszwang, um den Blick für die Tatsachen (es ist geschehen) freizumachen.“

### Ablehnende Haltungen und Kritik
Der damalige Verteidigungspolitische Referent der CDU/CSU-Bundestagsfraktion in Berlin, Brigadegeneral a. D. Erich Vad, vertrat in einem Beitrag für die neurechte Wochenzeitung Junge Freiheit die Position, in der Ausstellung Verbrechen der Wehrmacht sei „nicht hinreichend erkennbar, daß vieles, was damals – insbesondere im Partisanenkrieg und bei Repressalien sowie Geiselerschießungen – geschah, vom damaligen Kriegsrecht gedeckt war.“ Weiterhin führte er aus: „Wie viele Tausende deutscher Stabsärzte haben keine Experimente mit Kriegsgefangenen durchgeführt, sondern sich aufopferungsvoll für die Verwundeten, auch der Roten Armee, eingesetzt? Und: Wie viele Hunderte deutscher Regimenter haben tapfer und fair gekämpft? Sicherlich: Pflichterfüllung und fairer Kampf sind nicht die Themen der Ausstellung. Aber dennoch: Darf man eine Ausstellung, insbesondere mit Blick auf noch lebende Angehörige der Kriegsgeneration, so puristisch, schonungs- und rücksichtslos, also eben typisch deutsch, in Szene setzen?“

### Gegenveranstaltungen
Ähnlich wie bei der ersten Fassung kam es auch bei der Präsentation der Zweitfassung zu Kundgebungen und Gegenveranstaltungen Rechtskonservativer und Rechtsextremer, so beispielsweise in Dortmund und in Peenemünde.
In Dortmund wurde überdies auf einer der Toiletten des Veranstaltungsortes Buttersäure freigesetzt, so dass die Ausstellung kurzzeitig unterbrochen werden musste.
Während einer Gegenkundgebung auf dem Wiener Heldenplatz riefen einige Teilnehmer „Sieg Heil“.

## Filme
Die österreichische Regisseurin Ruth Beckermann gab 1996 den Dokumentarfilm Jenseits des Krieges heraus. Er zeigt die Reaktionen ehemaliger Wehrmachtssoldaten in Österreich beim und nach dem Besuch der ersten Ausstellung, zeichnet Gespräche und Interviews mit ihnen auf.
Im deutschen Kino erschien ab August 2006, als DVD ab Februar 2007 der Film Der unbekannte Soldat (Drehbuch und die Regie Michael Verhoeven). Neben der Präsentation zahlloser Wehrmachtsverbrechen, vor allem in der Ukraine und Belarus, vergleicht der Film insbesondere die zwei Fassungen der Ausstellung und untersucht kritisch, welche Gründe den Herausgeber Jan Philipp Reemtsma veranlassten, Heer zu entpflichten und die Ausstellung auch in einigen zentralen Fragestellungen zu verändern. Verhoeven folgt in seinem Urteil Heer und stellt dar, dass vor allem private Bilder normaler Soldaten, geschossen während der Mordhandlungen oder direkt danach, entfernt worden seien. In der Zweitausstellung fehle somit die identische Perspektive von Fotograf und Mörder, also der Blick in die Psyche des Täter-Voyeurs, der sich mit den Bildern habe brüsten wollen.